# 발레리 아즐린

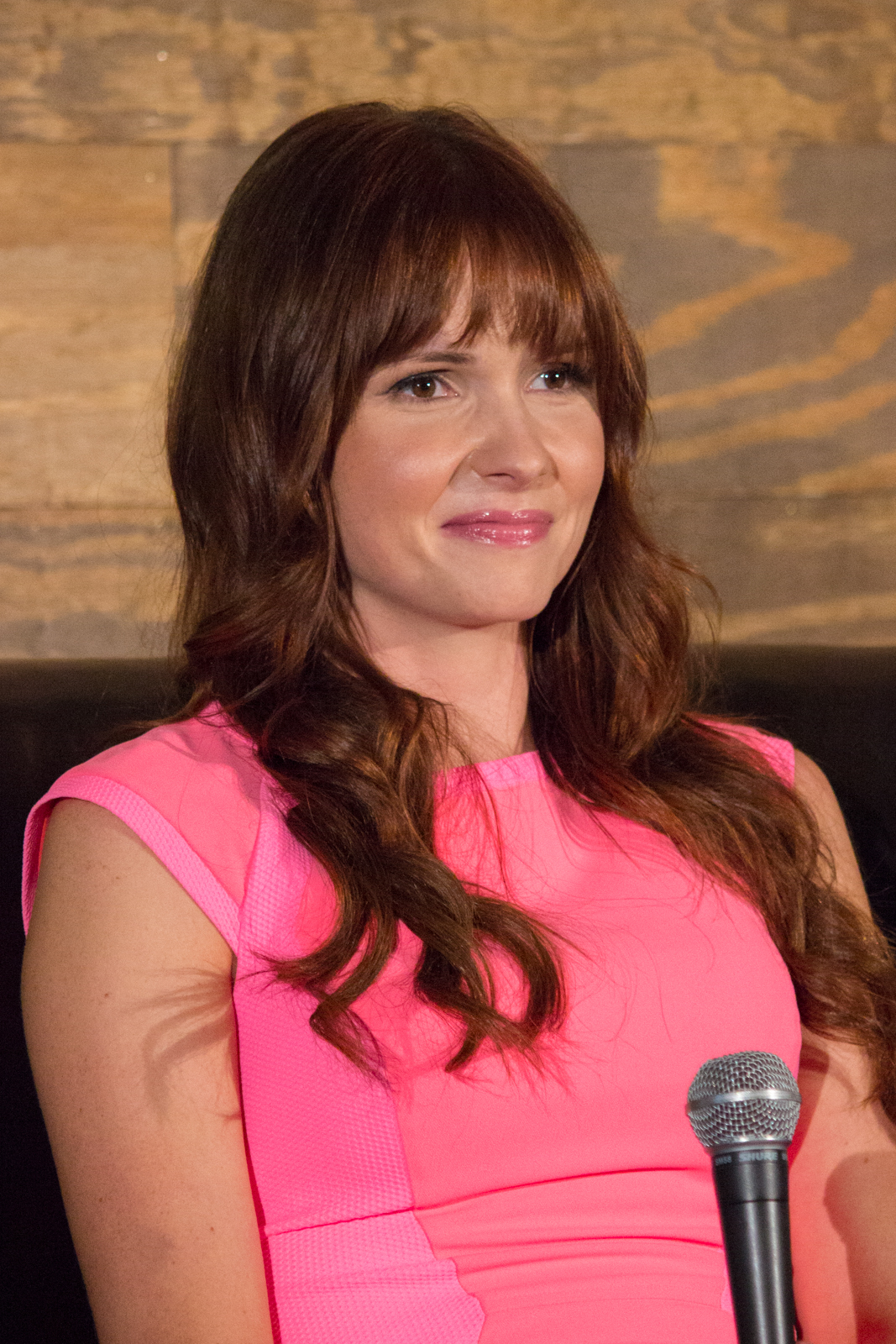

밸러리 애즐린(Valerie Azlynn, 1980년 11월 25일 ~ )은 미국의 배우이다.
뉴런던에서 태어났다.

## 출연 작품
- Cupid's Proxy (2017)
- 마운틴 탑 (2017년)
- 베이비시터 (2015년) - 헤일리 역
- 다크 어웨이크닝 (2014년)
- 리멤버 선데이 (2013년)
- 캐롤린과 잭키 (2012년) - 미셸 역
- 줄리아 엑스 (2011년) - 줄리아 역
- 더 써드 룰 (2010년)
- 더 라스트 후라 (2009년)
- 써로게이트 (2009년)
- 트로픽 썬더 (2008년) - 데미안의 보조 역
- 아임 리드 피쉬 (2006년)
- 브로큰 (2006, Broken) - 제시카 역
- 포세이돈 (2006년)
- 그녀는 요술쟁이 (2005년)

### 텔레비전
- 조이 (2005)
- 아이칼리 (2009-10)